# Transporte de Oviedo
Oviedo se encuentra en el nudo central de comunicaciones de Asturias. Se encuentra en el punto de corte de los ejes que forman la carretera de Castilla (A-66) y la ruta interior de la Autovía del Cantábrico (que forman la unión de la A-63 y la A-64). Desde el punto de vista del transporte ferroviario también se encuentra en el nudo en el que se cruzan prácticamente la totalidad de las líneas de cercanías.

## Transporte terrestre
A Oviedo se llega por las siguientes autovías:
- La A-66 que comunica Serín (en donde se une a la Autovía del Cantábrico o A-8) con Sevilla. Esta es la ruta de entrada desde Madrid y Mieres y forma parte de la autopista "Y" que comunica Oviedo, Gijón y Avilés.
- La A-63 que comunica Oviedo con La Espina uniéndose a la Autovía del Cantábrico. Esta vía comunica las poblaciones de Trubia, Grado y Salas.
- La A-64 que une la A-66 a la altura del Centro Comercial Parque Principado con la A-8 a la altura de Villaviciosa. Esta autovía pasa por El Berrón y Pola de Siero.

Aparte de estas autovías y autopistas, pasan por Oviedo la carretera N-630 que une Gijón con Sevilla (Ruta de la Plata) y la N-634 que une Santiago de Compostela con San Sebastián. 
Respecto de las carreteras de titularidad autonómica, el Gobierno del Principado de Asturias ha realizado la obra de desdoblamiento de la antigua carretera de Oviedo - Gijón (AS-18) que ahora tiene la denominación de AS-II y la categoría de autovía.

## Transporte ferroviario
El transporte por ferrocarril en Oviedo está muy desarrollado ya que resulta ser el centro en el que se cortan la mayoría de los servicios de cercanías de las dos empresas que ofrecen sus servicios en Asturias, Renfe Operadora y FEVE. Oviedo dispone de tres estaciones: la Estación del Norte, la estación de La Corredoria y Llamaquique, y de varios apeaderos: Vallobín, Argañosa-Lavapiés, Las Campas y Las Mazas.
En líneas de larga distancia se ofrecen servicios con Madrid, Barcelona y Alicante, servicios de media distancia con León, Ferrol y Santander y existen líneas de cercanías con Gijón, Puente de los Fierros, Avilés, Trubia, Infiesto, El Entrego y Pravia-San Esteban.

## Transporte aéreo
El aeropuerto más cercano a Oviedo es el Aeropuerto de Asturias, situado en Ranón, a unos 45 km. Desde él se ofrecen servicios a Alicante, Barcelona, Lanzarote, Barajas, Málaga-Costa del Sol, Palma de Mallorca, Sevilla, Tenerife-Sur y Valencia en España y a París-Charles de Gaulle como destino internacional. También se puede viajar en verano a la ciudad de Venecia. Operan en este aeropuerto compañías como Iberia, Air Nostrum, easyJet o Air France.
Más cercano es el Aeródromo de La Morgal, que no pertenece a AENA, y que está dedicado a la aviación comercial[cita requerida].

## Transporte público
En Oviedo la red de autobuses urbanos está gestionada por la empresa TUA (Transportes Unidos de Asturias), perteneciente al grupo Alsa que dispone de 13 líneas más un servicio búho nocturno.